# Martin Mystère (série télévisée d'animation)
Pour l’article homonyme, voir Martin Mystère.
Martin Mystère est une série d'animation franco-canadienne en 66 épisodes de 22 minutes, créée par David Michel et Vincent Chalvon-Demersay, inspirée de la série de bande dessinée italienne Martin Mystère et diffusée en France à partir 23 octobre 2003 sur Canal J et sur M6, et au Québec à partir du 29 décembre 2003 sur VRAK.TV,.

## Synopsis
Martin Mystère est un jeune adolescent de 16 ans, employé en tant qu'agent spécial au « Centre », une organisation secrète spécialisée dans les phénomènes paranormaux dirigé par M.O.M. Souvent dragueur lors des missions qui lui sont attribuées, il enquête, en compagnie de sa demi-sœur Diana Lombard, de Java des Cavernes et avec l'aide, aussi, de sa montre-gadget Chrono-Scan, dans des endroits très étranges, mystérieux et effrayants où se trouvent des créatures inimaginables.

## Univers

### Personnages
- Martin Mystère, 16 ans, est fasciné par le paranormal. Il est amoureux de Jenni (même si dans beaucoup d'épisodes, il s'amuse à draguer toutes les filles qu'il croise et il reçoit autant d'échecs). Il fait souvent des remarques désobligeantes à Diana (sa demi-sœur) mais parfois il peut montre de l'inquiétude envers elle et veut la protéger. Java, un homme des cavernes capturé par le Centre puis relâché, devenu un homme moderne, est son meilleur ami. Mauvais étudiant, Martin préfère les films d'horreur et les jeux vidéo aux études. Il travaille avec Diana et Java pour le Centre, une organisation secrète luttant contre les phénomènes paranormaux et surnaturels. Il porte en permanence, une montre technologique appelée le Chrono-Scan, gadget donné à tous les agents du Centre. Martin Mystère est un lointain descendant de Gérard de Montaigne, qui, au XVe siècle, régna avec Simone de Bastogne sur un clan de vampires.

- Diana Lombard, la demi-sœur de Martin Mystère, 16 ans, est toujours très perspicace et intelligente à l'inverse de son demi-frère, mais s'entend mal avec Martin (ce qui donne lieu à des gags récurrents montrant Diana frappant Martin de plusieurs façons suivant les épisodes (coups de pied, gifles ou cris)), même si elle le défend face au proviseur et le protège des pires situations quand elle le peut. Elle est très sérieuse, très bonne élève. Martin et elle ont le même père, qui apparaît dans la série. Jenni est sa meilleure amie. À la fin de l'épisode 14 de la saison 3, Les Prisonniers du placard, elle devient amoureuse de Kevin, un garçon qui lui faisait pitié en colonie, qu'elle avait rencontré à l'âge de huit ans et qui s'installa à Torrington après plusieurs années de correspondance mais ce dernier prit ses jambes à son cou. Elle a l'habitude de réviser les examens qui auront lieu deux mois plus tard. Diana utilise rarement le chrono-scan de Martin quand celui-ci n'est pas en mesure d'être là (le plus souvent, il lui est arrivé quelque chose). Dans la bande-dessinée, elle est décrite comme la fiancée de Martin et ses cheveux sont blonds comme Martin alors qu'ils sont bruns dans le dessin animé.

- Java des Cavernes est un homme des cavernes qui se montre très sympathique, peu bavard, peu évolué et très musclé. Il est souvent effrayé par la technologie : « Java pas aimer bipeur », « Java pas aimer tondeuse », « Java pas aimer ça », etc. De nombreuses fois lors des missions, sa force fut très utile. Il affectionne les animaux, mais à une peur bleue des chats. Sa rencontre avec Martin et Diana fut racontée dans l'épisode 23 de la saison 1, Le Retour des monstres gluants. En dehors des missions du centre, il travaille en tant qu'homme à tout faire au lycée de Torrington, dont il loge dans les combles. Il y endosse plusieurs casquettes, pouvant aller de jardinier à cantinier, en passant par l'entraînement des sportifs.

- Billy l'extraterrestre travaille dans les bureaux du Centre. Il se déplace en petit appareil volant, où se trouvent un mini-ordinateur et l'activation de portail, mais il lui arrive de s'en passer quelquefois. Il est bon ami avec Martin qu'il considère comme un héros. Il est également très peureux. Lors de la saison 1, il avait la manie d'arriver au beau milieu d'une mission, de manière à faire sursauter ses amis et ensuite il leur fait part des résultats d'analyses. Dans les épisodes 3 et 4 de la saison 2, La Menace vient de l'espace, on apprend qu'il s'appelait Ganthar et qu'il était le maître d'une peuplade d'extraterrestres venu détruire la Terre. Il était autrefois un guerrier extra-terrestre cruel et redoutable. À partir de la saison 2 il obtient un déguisement d'adolescent (fabriqué à base d'ingrédient mystérieux venant sûrement d'une autre planète). Sa phrase fétiche est : « Salut, les potes ! ».

- MOM (Manager de l'Organisation Mystère), directrice du Centre, elle est stricte. Elle redoute toujours l'arrivée de l'agent Mystère dans son bureau, car ce dernier détruit, casse, dérègle tous ses objets et expériences. Cependant, elle possède tout de même un instinct maternel envers ses agents préférés : elle est toujours habillée en blanc. MOM signifie aussi Mlle Olivia Mandale (dans l'épisode La Vengeance de l'araignée). Autrefois, elle était marchande de glaces. Elle n'est absolument pas modeste et se qualifie souvent comme étant la meilleure.

- Octavia Peine est directrice de l'ICES, l'Institut Créative d'Études Supérieures. Elle voulait se venger de MOM en créant le monstre le plus puissant jamais créé. Il saccagera le Centre et sera détruit par Martin dans l'épisode 26 de la saison 3 Le Monstre des monstres [2/2].
- Jenni Anderson, la meilleure amie de Diana Lombard, elle trouve Martin immature et le dédaigne, même si parfois il lui trouve grâce à ses yeux.
- Tonio, c'est un des meilleurs amis de Martin Mystère, qui apparaît régulièrement dans la saison 1.
- Caitlin apparaît seulement dans trois épisodes de la saison 3 (Le Jour des ombres (parties 1 et 2) et Le Retour du génie). Elle plaît beaucoup à Martin Mystère et ils sont presque petit-copain et petite-copine même si elle va le quitter à la fin du dernier épisode où elle apparaît. Elle aussi adore le surnaturel et dans l'épisode Le Jour des ombres où elle va être servie.
- Darla Simon, une jeune étudiante de Torrington qui apparaît plusieurs fois dans la série. Elle est victime d'un vœu qu'elle a fait dans l'épisode 41 La Malédiction du miroir, qui la fera devenir en Darlène, une ravissante et charmante demoiselle : Martin la draguera, évidemment, mais à son contact, il deviendra un monstre. Darlène, sur les conseils de Diana, annulera son vœu et redeviendra Darla et avouera son amour au garçon qu'elle aimait. Elle continue d'apparaître dans les épisodes suivants et notamment dans La Cité de la Terreur faisant partie des adolescents qui disparaissent dans l'ordinateur.
- Marvin, agent du centre qui copie un peu Martin Mystère, ce dernier étant d'ailleurs jaloux de lui. Il apparaît dans trois épisodes à partir de L'Homme-mite attaque !. Il se veut très populaire. Dans le dernier des trois épisodes, sa mission aux côtés de Martin et Diana est un fiasco et MOM le mute dans la base du Centre en Antarctique, (voir La Malédiction de l'Esprit Mutant) puis à Hawaii après cet épisode. Il fera ensuite une dernière apparition dans La Fureur du farfadet.
- Gérard Mystère, le père de Martin et Diana, est marié avec la mère de Diana. C'est un homme imposant et respectueux qui prenait Martin pour un bébé jusqu'à la fin du premier épisode où il apparaît dans l'épisode 6 de la saison 2, Hurlements dans la forêt, puis il apparaîtra dans deux autres épisodes La Fureur du ver en terre et L'Étrange Noël de Martin.

### Chrono-Scan
Il s'agit d'une montre à la fine pointe de la technologie donné aux agents du Centre. Martin la porte en permanence sur lui, mais quand Martin est victime d'un mal, c'est Diana qui la porte. Il en existe de différentes sortes, plus évolué les uns des autres. Par exemple l'Ultra Chrono-Scan. La particularité principale de cet appareil est d'être constitué de différents gadgets dont :
- Mode viscoanalyse permet de récupérer les échantillons gluants et autres slimes en tout genre… pour les analyser. Mais, si l'analyse n'est pas très concluante, on l'envoie au Centre pour une analyse plus poussée ;
- Mode bioanalyse, cet appareil permet de repérer les entités vivantes sur vingt kilomètres à la ronde ainsi que d'analyser des indices ;
- Mode digipisteur projette un minidisque qui se colle sur toutes les surfaces. Ensuite on suit sa trace à l'aide du Chrono-Scan qui repère le disque à des dizaines de kilomètres de distance ;
- Mode sabre-laser (cutter-laser ou lamo-laser), cet objet sert à percer n'importe quel blindage, de se battre ou de tirer en rafale sur une bestiole ;
- Mode télesco-canne (filex), ce mode permet de faire apparaître un bâton ainsi que de projeter un filet ultra-résistant ;
- Mode turbo-grappin (ou turbo-benjin dans l'épisode 1 de la saison 1), un grappin en titane qui sort du Chrono-Scan et qui permet de se sortir des fosses et autres précipices ;
- Mode-légendex, ce livre virtuel fournit toutes les informations sur les mythes et légendes du monde entier ;
- Mode projo-lunettes (noctu-viseur ou alpha-projecteur) ces lunettes éclairent les alentours dans les souterrains obscurs. Un mode thermo-détecteur y est incorporé pour repérer les sources de chaleur ainsi qu'un mode noctuviseur pour voir la nuit (infra-rouge). il est aussi possible de prendre des photos (voir l'épisode L'Antre des esprits frappeurs) ;
- Mode bouclier, cela crée une bulle d'énergie protectrice autour du porteur. Mais son temps de protection est limité (30 secondes).

Le Chrono-Scan peut aussi « projeter » un rayon laser capable de détruire les murs, plafonds, , etc. (voir l'épisode Totally Spies! saison 5, épisode 14 Totally Mystère). Mais il peut aussi infliger des dégâts à des ennemis potentiels. Il peut également enregistrer des incantations (voir l'épisode Le Réveil du Druide noir) ainsi que de rechercher un numéro de téléphone ou bien se connecter à des équipements électroniques (vidéo-surveillance, ordinateurs…). Il est aussi possible d’insérer des cartouches qui donne plus de fonction au Chrono-Scan comme détecter les Zones Noires (voir l'épisode Le Bijou maudit d'Halloween).

## Fiche technique
- Titre : Martin Mystère
- Création : David Michel et Vincent Chalvon-Demersay, d'après la bande dessinée d'Alfredo Castelli et Giancarlo Alessandrini.
- Réalisation : Stéphane Berry
- Direction artistique : Patrick Lavoie
- Décors : Patrick Lemordan
- Musique : Fabrice Aboulker et Pascale Stive
- Production : David Michel et Vincent Chalvon-Demersay
  - Production exécutive : Sylvain Viau et Vincent Chalvon-Demersay
- Sociétés de production : Marathon Animation et Image Entertainment Corporation
- Budget : 11 200 000 €[4]
- Pays d'origine :  France
- Nombre d'épisodes : 66 (3 saisons)
- Langues : Anglais, français
- Genre : Aventure
- Durée : 26 minutes

## Distribution
- Alexis Tomassian : Martin Mystère
- Dorothée Pousséo : Diana Lombard
- Sylvain Lemarié : Java des Cavernes
- Laurence Dourlens : MOM (Manager de l'Organisation Mystère)
- Yann Le Madic : Billy l'extraterrestre
- Julie Turin : Jenni Anderson
- Donald Reignoux : Marvin (saison 2), voix additionnelles
- Emmanuel Garijo : Marvin (saison 3)
- Céline Mauge : Darla Simon
- Françoise Blanchard : Octavia Peine, Simone de Bastogne (épisode 14)
- Philippe Catoire : Gérard Mystère
- Christophe Lemoine, Mathias Kozlowski, Magali Rosenzweig, Philippe Vincent : voix additionnelles

- Version originale
  - Studio d'enregistrement : Ramsès 2
  - Direction artistique : Françoise Blanchard
  - Adaptation des dialogues : Olivier Jankovic

## Épisodes

### Première saison (2003-2004)
| № | Titre                                                             |
| --- | ----------------------------------------------------------------- |
| 1 | La Créature du marais It Came from the Bog                        |
| Un monstre, la créature des marais, s'en prend aux enfants désobéissants et les emprisonne dans son monde (Angleterre, Royaume-Uni). |                                                                   |
| 2 | L'Essaim contre-attaque Terror from the Sky                       |
| Des insectes préhistoriques sont ramenés à la vie par une météorite et enlèvent plusieurs personnes (Nevada, États-Unis). |                                                                   |
| 3 | Le Cri venu d'ailleurs Shriek from Beyond                         |
| Une sirène, mi-femme mi-oiseau, enchante les marins d'un port norvégien, recherchant celui qui lui avait brisé le cœur il y a des années. |                                                                   |
| 4 | Le Slime est vivant The Creeping Slime                            |
| Afin de protéger son peuple, un chaman invoque une créature faite de pétrole qui avale ses victimes et les prive de leur énergie vitale (Polynésie française, France).                                                                          |                                                                   |
| 5 | La Malédiction des abysses Curse of the Deep                      |
| Un monstre aquatique appelé Léviathan saccage le port de Monaco, des plongeurs lui ayant involontairement dérobé son trésor. (Monte-Carlo, Monaco).                                                                                             |                                                                   |
| 6 | Le Cercle de l'effroi Nightmare of the Coven                      |
| Une sorcière revient de son exil et change les élèves d'un pensionnat en sorcières à leur tour (Floride, États-Unis). |                                                                   |
| 7 | La Créature du Chaos It Came from Inside the Box                  |
| Une créature qui amène le Chaos solide, liquide et gazeux s'en prend aux habitants d'un village (Oregon, États-Unis). |                                                                   |
| 8 | La Frayeur des neiges Fright from the Ice                         |
| Un monstre congèle les humains s'aventurant dans son territoire montagneux (Alpes, Suisse). |                                                                   |
| 9 | La Marque de Mimésis Mark of the Shapeshifter                     |
| Un loup-garou s'en prend à des promoteurs immobiliers travaillant sur un territoire indien (Toronto, Ontario, Canada). |                                                                   |
| 10 | L'Attaque du Marchand de sable Attack of the Sandman              |
| Un marchand de sable emmène ses victimes dans leurs pires cauchemars (Sydney, Nouvelle-Galles du Sud, Australie). |                                                                   |
| 11 | Enlevés dans l'Autre Dimension Mystery of the Vanishing           |
| Un portail spatio-temporel transporte les passagers d'un métro dans une dimension où règne un dragon (Boston, Massachusetts, États-Unis). |                                                                   |
| 12 | Ils viennent des profondeurs They Lurk Beneath                    |
| Des extraterrestres enfouis sous les lignes Nazca au Pérou tentent de faire redécoller leur vaisseau et de reprendre le contrôle de la planète (Pérou).                                                                                         |                                                                   |
| 13 | La Vengeance du Mutant The Sewer Thing                            |
| Un homme transformé en rat s'en prend à ceux qui l'on involontairement créé (Washington DC, États-Unis). |                                                                   |
| 14 | L'Attaque des vampires The Vampire Returns                        |
| Une reine vampire, Simone de Bastogne, cherche la réincarnation de son époux défunt (Paris, France). |                                                                   |
| 15 | L'Antre des esprits frappeurs Haunting of the Blackwater          |
| Le fantôme d'un directeur d'hôtel, Philus Blackwater, chasse ses occupants après la réouverture de son établissement (inspiré de Shining) (Vancouver, Colombie-Britannique, Canada).                                                            |                                                                   |
| 16 | Le Monstre vient de l'intérieur Beast from Within                 |
| Un monstre s'échappe d'une cellule du Centre et prend le contrôle du corps de Martin (Sherbrooke, Québec, Canada). |                                                                   |
| 17 | Le Bijou Maudit d'Halloween Curse of the Necklace                 |
| L'esprit de Carlin, une sorcière maléfique, tente d'envahir le monde le jour d'Halloween (Irlande). |                                                                   |
| 18 | Le Cauchemar de l'été Summer Camp Nightmare                       |
| Un lézard extraterrestre, Sauros, tente de quitter la Terre en terrorisant les habitants de la colonie voisine (Colombie-Britannique, Canada).                                                                                                  |                                                                   |
| 19 | Le Réveil du Druide noir Return of the Dark Druid                 |
| Un druide transforme les habitants d'un village écossais en arbres afin de renaître (Écosse, Royaume-Uni). |                                                                   |
| 20 | La Créature de la Grotte Mystérieuse Mystery of the Hole Creature |
| Un ancien biologiste du Centre attire l'équipe dans une tour de bureaux afin de pouvoir enlever Java puis de l'hypnotiser afin de trouver un trésor gardé par un esprit des ténèbres (Sherbrooke, Québec, Canada; Mohenjo Daro, Gujarat, Inde). |                                                                   |
| 21 | La Revanche du Banni Revenge of the Doppelganger                  |
| Un dopplegänger efface le visage des femmes ressemblant à celle qui la fuit, elle-même ressemblant à Diana. |                                                                   |
| 22 | L'Attaque du génie Crypt of the Djini                             |
| Un génie malveillant déforme les souhaits et les transforme en supplices. |                                                                   |
| 23 | Le Retour des monstres gluants The Return of the Beasts           |
| Dans un flash-back, à New York, des monstres préhistoriques gluants (Java est le premier) apparaissent. Cet épisode raconte la façon dont Martin et Diana ont rencontré Java.                                                                   |                                                                   |
| 24 | L'Armée des ténèbres The Awakening                                |
| Un sorcier chinois veut faire revivre l'empereur en donnant vie à des statues Mausolée de l'empereur Qin. |                                                                   |

### Deuxième saison (2004-2005)
| № | Titre                                                                     |
| --- | ------------------------------------------------------------------------- |
| 25 | Un Noël éternel Eternal Christmas                                         |
| En cassant accidentellement sa boule à neige, Clifford fait le vœu de vouloir passer un merveilleux Noël. Mais le sort en a décidé autrement (Les Laurentides, Québec, Canada). |                                                                           |
| 26 | Le Vaudou frappeur You Do Voodoo                                          |
| Un sorcier ensorcelle les gens avec des poupées dans le but de récupérer un collier vaudou de son ancêtre (Louisiane, Etats-Unis) |                                                                           |
| 27 | La Menace vient de l'espace 1re partie They Came from Outer Space, Part 1 |
| Des extraterrestres qui avaient pour chef Billy s'apprêtent à dépouiller la planète de ses ressources (Nouveau-Mexique, États-Unis). |                                                                           |
| 28 | La Menace vient de l'espace 2e partie They Came from Outer Space, Part 2  |
| Billy, à contrecœur, reprit son ancienne forme et tente de sauver le monde (Nouveau-Mexique, États-Unis). |                                                                           |
| 29 | Les Zombies maudits Zombies Island                                        |
| Les employés de l'hôtel d'une île deviennent des zombies servant un monstre (Antilles françaises, France). |                                                                           |
| 30 | Hurlements dans la forêt Scream from the Forest                           |
| Une créature produisant des ultrasons sème la terreur dans les bois (Forêt mixte laurentienne, Québec, Canada). |                                                                           |
| 31 | Les Zombies Maudits Zombies Island                                        |
| Les employés de l'hôtel d'une île deviennent des zombies servant un monstre (Antilles françaises, France). |                                                                           |
| 32 | L'Homme-mite attaque Attack of the Mothman                                |
| Un étudiant transformé en mite géante se venge de ses créateurs malintentionnés (Paris, France). |                                                                           |
| 33 | Le Brouillard de l'effroi The Amazon Vapor                                |
| Dans la forêt amazonienne, une bactérie absorbe tout l'oxygène et conduit à l'extinction de la faune et de la flore (Brésil). |                                                                           |
| 34 | La Menace du voyant fou The Third Eye                                     |
| Dans un institut d'aveugle, un médaillon contrôle une jeune fille. Celle-ci s'en prend alors à tous ceux qui croisent son chemin (Colombie-Britannique, Canada). |                                                                           |
| 35 | Le Carnaval des monstres Monster Movie Mayhem                             |
| Quelque part dans les environs de Torrington, un couple regarde un film d'horreur dans un cinéma en plein air. Tout à coup, la fourmi rouge géante qui semait la panique dans le film, sort de l'écran pour attaquer les spectateurs. Chaque représentation d'un monstre s'anime en taille réelle durant cette nuit spéciale (Sherbrooke, Québec, Canada). |                                                                           |
| 36 | L'Invasion des Hommes-Slime Attack of the Slime People                    |
| Un extraterrestre crée des copies de chaque humain dans une ville (Utah, États-Unis). |                                                                           |
| 37 | La Tribu de l'oubli The Lost Tribe                                        |
| Diana est confondue avec la reine d'une cité d'autochtones malveillants (Sahara, Afrique). |                                                                           |
| 38 | La Malédiction de l'esprit mutant The Body-Swapper                        |
| En Antarctique, un extraterrestre prend l'apparence des humains (inspiré de The Thing) (Antarctique. |                                                                           |
| 39 | Le Microbe venu d'ailleurs Germs from Beyond                              |
| La Créature des marais s'évade de sa cellule du Centre et prend en chasse les trois héros, victimes d'une intoxication alimentaire (Sherbrooke, Québec, Canada). |                                                                           |
| 40 | La Bataille des Ténèbres 1re partie They Came from the Gateway, Part 1    |
| MOM est possédée par un esprit qui tente d'envahir le monde avec l'intégralité des monstres (Tibet). |                                                                           |
| 41 | La Bataille des Ténèbres 2e partie They Came from the Gateway, Part 2     |
| Les monstres, aux ordres de MOM possédée et de l'esprit maléfique, sont sur le point d'envahir le monde (Tibet ; Sherbrooke, Québec, Canada). |                                                                           |

### Troisième saison (2005-2006)
| № | Titre                                                       |
| --- | ----------------------------------------------------------- |
| 43 | La Malédiction du miroir Curse of the Looking Glass         |
| Une élève de Torrington fait le vœu d'être magnifique grâce à un miroir magique mais transforme tous les garçons qu'elle touche en monstres (Sherbrooke, Québec, Canada). |                                                             |
| 44 | La Cité de la terreur Mystery of Teen Town                  |
| Lors d'une sortie scolaire, le car de nos trois héros tombe en panne dans une ville mystérieuse, où ne semblent habiter que des adolescents... lorsque Java disparait, Martin et Diana découvrent que les jeunes de la ville ont sacrifié les adultes à Vargos, créature du cyberespace qui télécharge ses victimes dans une cyber dimension (Mapleton, Nouveau-Brunswick, Canada). |                                                             |
| 45 | La Menace des mutants marins Rise of the Sea Mutants        |
| Des monstres marins créés par des déchets toxiques, sévissent dans une ville, en enlevant leurs habitants et en les faisant prisonniers sous l'eau d'un lac. Martin, Diana et Billy partent enquêter (Sherbrooke, Québec, Canada). |                                                             |
| 46 | Une amie trop parfaite Attack of the Evil Roommate          |
| Diana casse involontairement une statue des Gémeaux, créant alors des clones d'elle-même, qui saccagent Torrington (Sherbrooke, Québec, Canada). |                                                             |
| 47 | La Maison de l'épouvante The House of Zombies               |
| Le fantôme de l'homme ayant vécu dans une maison possède les visiteurs. (inspiré de Evil Dead) (Québec, Canada). |                                                             |
| 48 | La Vengeance de l'araignée Web of the Spider Creature       |
| Un professeur de Torrington, mordu par une araignée mutante, se venge de ceux qui l'ont licencié (Sherbrooke, Québec, Canada). |                                                             |
| 49 | La Société secrète Rise of the Secret Society               |
| Sous la terre de Torrington, un groupe d'étudiants possédés par un monstre attirent d'autres élèves afin de nourrir ce dernier (Sherbrooke, Québec, Canada). |                                                             |
| 50 | Le Hurlement du loup-garou Hairier and Scarier              |
| Un loup-garou griffe Martin qui développe des symptômes de lycanthropie (Sherbrooke, Québec, Canada). |                                                             |
| 51 | La Revanche des nains de jardin Attack of the Lawn Gnomes   |
| Dans une ville, des nains de jardins prennent vie et se vengent (Québec, Canada). |                                                             |
| 52 | La Fureur du ver en terre Wrath of the Torrington Worm      |
| Un ver géant préhistorique que Martin avait capturé, est libéré accidentellement par son père. Plus tard, le ver assimile l'ADN de ce dernier (Sherbrooke, Québec, Canada). |                                                             |
| 53 | Le Jour des ombres 1re partie Day of the Shadows, Part 1    |
| Des ombres enlèvent les êtres humains du monde entier et les conduisent dans une autre dimension (Sherbrooke, Québec, Canada). |                                                             |
| 54 | Le Jour des ombres 2e partie Day of the Shadows, Part 2     |
| Tous les espoirs de sauver le monde reposent désormais sur les épaules de Martin (Sherbrooke, Québec, Canada). |                                                             |
| 55 | La Nuit de l'épouvantail Night of the Scarecrow             |
| Martin, Diana et Java vont dans une ferme hantée appartenant à la tante de Martin (Canada). |                                                             |
| 56 | Les Prisonniers du placard Return of the Imaginary Friend   |
| Un ours en peluche maléfique transforme de jeunes filles en poupées (Dorchester, Ontario, Canada). |                                                             |
| 57 | Le Réveil du Sorcier The Warlock Returns                    |
| Un sorcier libéré par Martin terrorise Torrington (Sherbrooke, Québec, Canada). |                                                             |
| 58 | L'Attaque de la plante carnivore Wrath of the Venus Flytrap |
| Une plante carnivore géante attaque les candidats à un concours de sciences (Sherbrooke, Québec, Canada). |                                                             |
| 59 | La Malédiction du pirate Wrath of the Venus Flytrap         |
| L'esprit d'un pirate, le Capitaine Cruel, a possédé Martin et Java. Seule Diana peut sauver le monde de la menace des pirates (Sherbrooke, Québec, Canada ; Océan Pacifique). |                                                             |
| 60 | Le Retour du Génie Return of the Djini                      |
| Un génie auparavant capturé par nos héros (voir L'Attaque du Génie) revient se venger en utilisant Diana comme réceptacle (Sherbrooke, Québec, Canada; Paris, France). |                                                             |
| 61 | Voyage au pays de l'épouvante Journey into Terrorlan        |
| Les monstres d'un parc d'attractions d’épouvante deviennent vivants à cause d'un gardien égyptien (Québec, Canada). |                                                             |
| 62 | La Fureur du Farfadet Rage of the Leprechaun                |
| Marvin trouve un pendentif en forme de trèfle à quatre feuilles qui lui donne une chance incroyable, mais un farfadet maléfique va tout faire pour le récupérer (Sherbrooke, Québec, Canada ; Océan Pacifique). |                                                             |
| 63 | La Sérénade maudite Curse of the Six-String Serenade        |
| Une guitare maléfique fait de Martin un garçon extrêmement populaire mais transforme les jeunes fans en fées follettes diaboliques (Sherbrooke, Québec, Canada; Océan Pacifique). |                                                             |
| 64 | L'Envoûtement de Martin Lovespell from the Underworld       |
| Un extraterrestre cherche à se venger de Martin en prenant l'apparence de la première fille dont le garçon est tombé amoureux (Sherbrooke, Québec, Canada ; Océan Pacifique). |                                                             |
| 65 | Terreur à Torrington Tale of the Enchanted Keys             |
| Une machine à écrire crée tous les monstres issus de ce que l'on écrit sur elle. (inspiré des œuvres de Stephen King) (Sherbrooke, Québec, Canada ; Océan Pacifique). |                                                             |
| 66 | L'Étrange Noël de Martin All I Want for X-Mas               |
| La veille de Noël, Martin n'a toujours pas acheté de cadeaux, un curieux lutin lui donne 5 paquets pouvant chacun réaliser un vœu, cependant le vœu réalisé est l'opposé du vœu souhaité, ce qui va avoir des conséquences désastreuses durant les fêtes (Sherbrooke, Québec, Canada; Océan Pacifique).                                                                             |                                                             |
| 67 | Le Monstre des Monstres 1re partie It's Alive, Part 1       |
| Octavia Pain, une ancienne agent de MOM, recrute Diana dans son école de recherche sur le paranormal pour qu'elle l'aide à capturer des monstres, mais Octavia a comme réelle intention de fusionner ces monstres pour en faire une créature suprême et se venger de MOM (Canada; Brésil; Louisiane, États-Unis).                                                                   |                                                             |
| 68 | Le Monstre des Monstres 2e partie It's Alive, Part 2        |
| Octavia se rend au Centre pour exécuter son plan diabolique, Martin et Diana sont désormais les seuls agents encore en lice et le dernier espoir pour sauver la Terre (Dernière de la série). |                                                             |

## Production
Martin Mystère est une adaptation très libre de la bande dessinée homonyme d'Alfredo Castelli et Giancarlo Alessandrini. Elle ne retient que les trois personnages principaux, qui sont largement modifiés pour les placer dans un environnement complètement différent, sans aucun rapport avec le matériel d'origine dont les histoires sont basées sur des faits réels. Le graphisme et l'animation sont clairement influencés par la japanime, et sont dans le même style graphique que Totally Spies! (également réalisé par Stéphane Berry). Le design des personnages est mis au point par Stéphane Berry et leurs réalisations confiées à l'animateur Eddie Mehong.
La postproduction est confiée par Marathon Média à Ramses 2. En mars 2006, il a été annoncé que la série était annulée en raison de baisses d'audiences[réf. nécessaire].